# آن موراي (مغنية)
آن موراي (بالإنجليزية: Ann Murray) هي مغنية ومغنية أوبرا أيرلندية، ولدت في 27 أغسطس 1949 في دبلن في جمهورية أيرلندا.

## وصلات خارجية
- آن موراي على موقع IMDb (الإنجليزية)
- آن موراي على موقع ميوزك برينز (الإنجليزية)
- آن موراي على موقع أول ميوزيك (الإنجليزية)
- آن موراي على موقع ديسكوغز (الإنجليزية)
- آن موراي على موقع قاعدة بيانات الفيلم (الإنجليزية)